# Laat me nu gaan
"Laat me nu gaan" ("Deixa-me ir agora") foi a canção belga no Festival Eurovisão da Canção 1985, interpretada em neerlandês por Linda Lepomme. A canção tinha letra de Bert Vivier, música de Pieter Verlinden e orquestração de Curt-Eric Holmquist.
A canção belga foi a oitava a ser interpretada na noite do evento, a seguir à canção turca "Didai didai dai", interpretada pelos MFÖ e antes da canção portuguesa "Penso em ti, eu sei", interpretada por Adelaide Ferreira. Terminada a votação, a canção belga terminou me 19.º lugar e último, com apenas 7 votos.
A canção é uma balada dramática cantada na perspetiva de uma mulher que foi enganada pelo amante,  numa relação sem amor. Ela pede ao seu amante para a deixar ir e estava admirada porque motivo é que ele não viu que era necessário um amor mútuo.